# 内龙德站
内龙德站是法国的一个铁路车站，位于法国谢尔省的内龙德市镇范围内。

## 位置
内龙德站位于内龙德东北部，维耶尔宗－桑凯兹铁路268.891公里处，距离布尔日大约36公里。车站大致呈西北-东南走向，站房位于铁路西南侧，现已废弃。省道D6线的铁路平交道口位于车站的西北侧。

## 车站概况
内龙德站是一个无人看守的乘降所（法語：Halte Ferroviaire），无人工售票服务，仅在上行方向的站台内一台自动售票机，可出售当日有效的TER列车车票。
内龙德站也没有地下通道或天桥，乘客需通过车站西北侧的铁路平交道口横穿铁路正线前往下行方向的站台，因此该站存在一定的安全隐患。

## 站台设置
| 东北↑ |      |             |
|       | 侧式 |             |
|       |      | 讷韦尔方向→ |
|       |      | ←布尔日方向 |
|       | 侧式 |             |
| 西南↓ |      |             |

## 停靠线路
以下列车线路在内龙德站停靠：
| 内龙德站列车线路表     |                         |        |                    |                 |
| 线路                   | 车种                    | 上一站 | 下一站             | 大致运行频率    |
| 奥尔良—讷韦尔          | TER Centre-Val-de-Loire | 本吉   | 洛布瓦河畔拉盖尔什 | 每天2趟左右     |
| 图尔→讷韦尔            | TER Centre-Val-de-Loire | 本吉   | 洛布瓦河畔拉盖尔什 | 每天1班（单向） |
| 维耶尔宗/布尔日—讷韦尔 | TER Centre-Val-de-Loire | 本吉   | 洛布瓦河畔拉盖尔什 | 每天3趟左右     |
| 1. 2.                  |                         |        |                    |                 |

## 配套交通

### 长途汽车
内龙德站对应的大巴车上下车地点位于车站西南侧的空地上。当铁路线施工或罢工时，SNCF可能会提供途径该线路沿途站点的大巴车。

### 城市公共交通
内龙德站附近暂无配套的城市公共交通线路。

## 临近车站
| 内龙德站（Gare de Nérondes） |                      |                               |
| 上行车站                     | 线路                 | 下行车站                      |
| 本吉站 5.8km ←               | 维耶尔宗－桑凯兹铁路 | 洛布瓦河畔拉盖尔什站 → 12.5km |